# Fetket
Fetket è una divinità egizia appartenente alla religione dell'antico Egitto, un dio residente nell'oltretomba e dalle caratteristiche spiccatamente servili.

## Funzione
Gli Egizi credevano che Fetket fosse incaricato di sopperire alle necessità materiali del dio-sole Ra, così come del faraone defunto e dei morti in generale. In particolare, Fetket avrebbe dovuto versare le bevande e servirle (una sorta di "coppiere degli dei", simile a Ganimede ed Ebe della mitologia greca). Nei Testi delle piramidi dell'Antico Regno, Fetket compare come "Maggiordomo di Ra" durante il viaggio notturno di quest'ultimo attraverso il mondo dei morti.

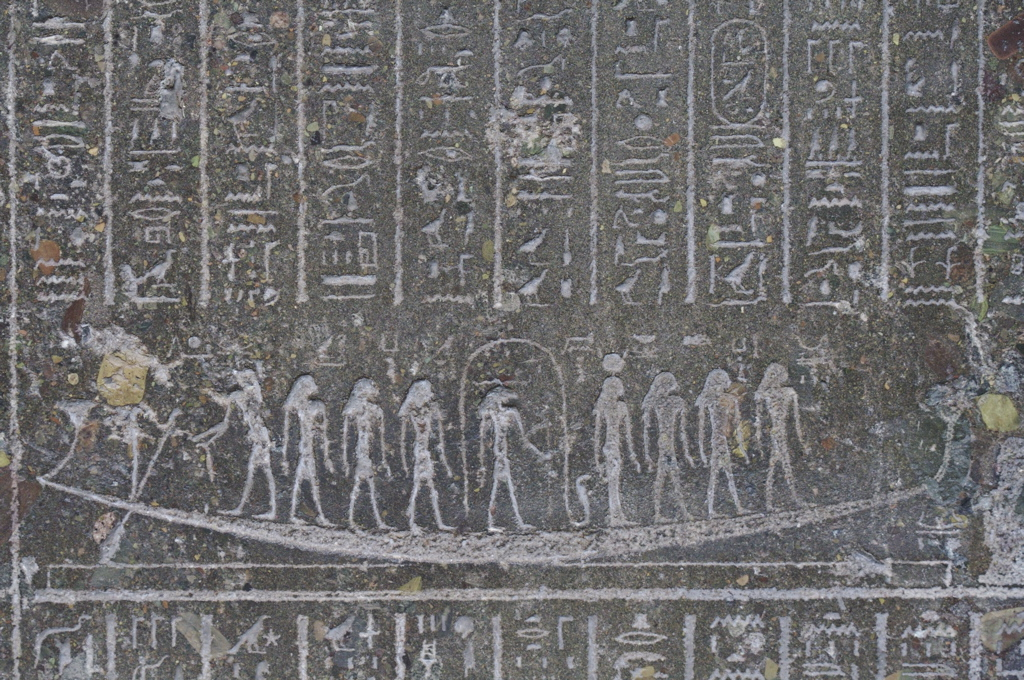
La barca solare del dio Ra, incisa su di un reperto al British Museum di Londra. I Testi delle piramidi menzionano Fetket al suo seguito.